# Olej jojoba

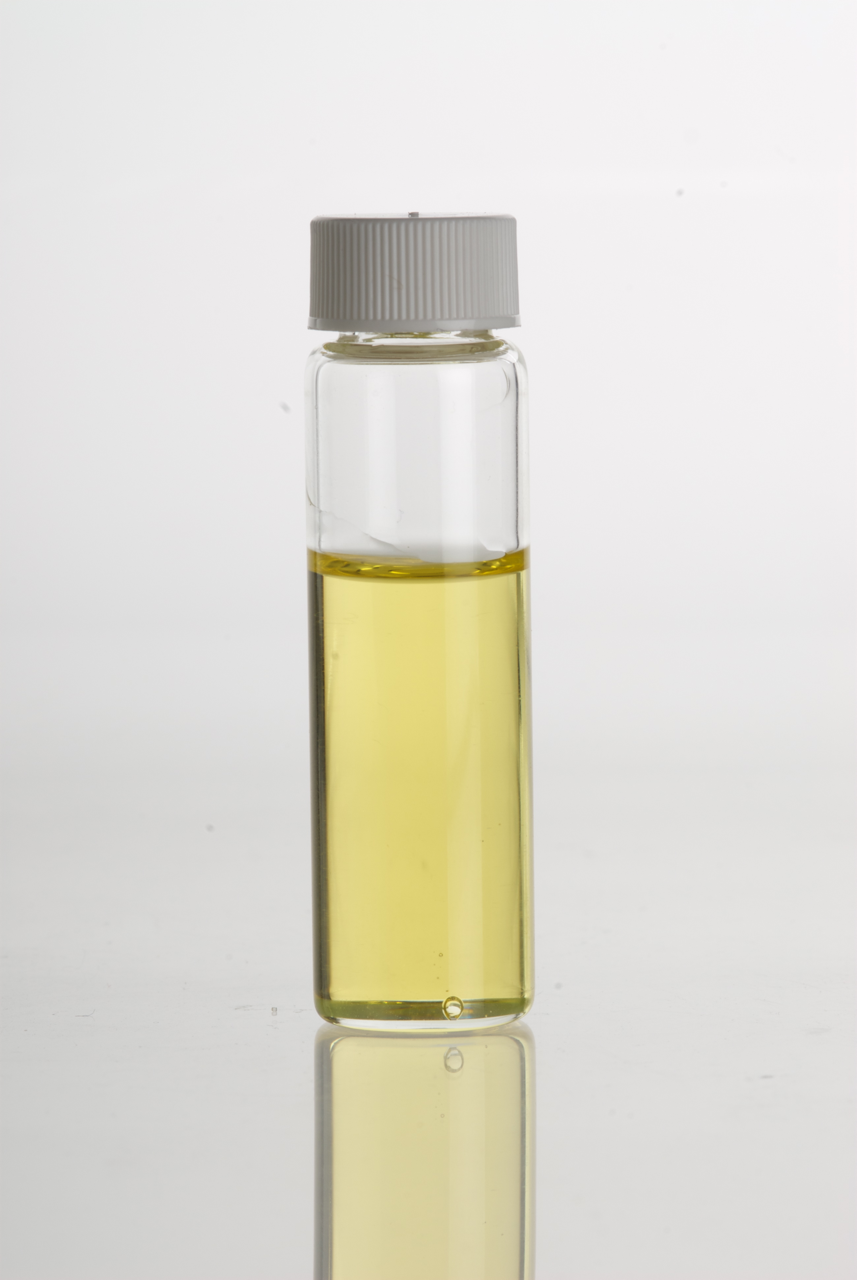
Olej jojoba w szklanej fiolce

Olej jojoba (wym. żożoba albo chochoba) – ciekły wosk o złoto-żółtym zabarwieniu, otrzymywany z wycisku nasion krzewu simondsii kalifornijskiej, znanej też jako jojoba (Simmondsia chinensis). W niskich temperaturach (poniżej 7 °C) może zastygać. Jest bardzo odporny na utlenianie i na ciepło (do 300 °C).
| Pochodzenie:                 | Meksyk |
| Skład:                       | zawiera głównie palmitynian cetylu (o bardzo cennych własnościach natłuszczających i odżywczych, zbliżonych do spermacetu), skwalen (który występuje w naturalnym płaszczu tłuszczowym skóry, chroniący przed utratą wody), alkohole alifatyczne, fitosterole, bogaty w witaminę F. |
| Kategoria:                   | wosk |
| Ważność:                     | bardzo trwały |
| Wytrzymałość na temperatury: | odporny na ciepło (nawet do 300 °C) |
| Zastosowanie                 | Stosuje się głównie w przemyśle kosmetycznym. Doskonale wchłaniany przez skórę, wzmacnia warstwę cementu międzykomórkowego, co w efekcie zapobiega wysuszaniu skóry. Stosowany przy każdym typie skóry, a szczególnie polecany przy zapaleniach, łupieżu, poparzeniu słonecznym i trądziku. Zapobiega powstawaniu rozstępów (pojawiających się np. w czasie ciąży). Olej jojoba daje emulsji gęstszą konsystencję. Wmieszany do innych olejów roślinnych automatycznie przedłuża ich ważność, co poleca się czynić przy mało stabilnych olejach. |